# Long Island
Long Island je gosto poseljen otok v jugovzhodni regiji ameriške zvezne države New York in del metropolitanskega območja New Yorka. Z več kot 8 milijoni ljudi je Long Island najbolj poseljen otok v Združenih državah Amerike in 18. najbolj poseljen otok na svetu. Otok se začne v newyorškem pristanišču približno 0,56 km vzhodno od otoka Manhattan in se razteza proti vzhodu približno 190 km v Atlantski ocean, z največjo širino od severa proti jugu 37 km med zalivom Long Island Sound in atlantsko obalo.  S površino 3630 km2 je Long Island 11. največji otok v Združenih državah Amerike, največji otok v celinskih Združenih državah in 149. največji otok na svetu.
Otok je sestavljen iz štirih okrajev: okraja Kings in Queens (newyorški okrožji Brooklyn in Queens) in okrožje Nassau si delijo zahodno tretjino otoka, okrožje Suffolk zavzema vzhodni dve tretjini otoka. Na Long Islandu, v Brooklynu in Queensu je leta 2020 živela več kot polovica prebivalcev New Yorka (58,4 %). Lokalno veliko ljudi v metropolitanskem območju New Yorka pogovorno uporablja izraz Long Island (ali Otok) izključno za okrožji Nassau in Suffolk in izraz Mesto samo za Manhattan. Opredelitev Long Islanda, ki vključuje samo Nassau in Suffolk, je država New York priznala kot »regijo«. Čeprav je Long Island geografsko otok, je vrhovno sodišče Združenih držav razsodilo, da ga je treba glede na obsežne vezi otoka s celino obravnavati kot polotok, kar državi omogoča pristojnost znotraj njenih morskih meja.
Long Island se lahko nanaša tako na glavni otok kot na okoliške zunanje pregradne otoke. Na zahodu je Long Island od Manhattna in Bronxa ločen s plimskim estuarijem East River. Severno od otoka je zaliv Long Island Sound, na drugi strani katerega ležita okrožje Westchester County in država Connecticut. Na drugi strani zaliva Block Island Sound na severovzhodu je država Rhode Island. Otok Block, ki je del Rhode Islanda, in številni manjši otoki segajo dlje v Atlantik. Na skrajnem jugozahodu je Long Island pri Brooklynu od Staten Islanda in zvezne države New Jersey ločen z Zgornjim newyorškim zalivom, prelivom Narrows in Spodnjim newyorškim zalivom.
Z 8.063.232 prebivalci po popisu prebivalstva v ZDA leta 2020, kar predstavlja 40 % prebivalstva zvezne države New York,     je Long Island najbolj poseljen otok v kateri koli ameriški zvezni državi ali ozemlje, tretji najbolj poseljen otok v Ameriki (za Hispaniolo in Kubo) in 18. najbolj poseljen otok na svetu (pred Irsko, Jamajko in Hokaidom). Gostota prebivalstva je 2262,4 prebivalca/km2. Če bi Long Island geografsko predstavljal neodvisno metropolitansko statistično območje, bi bil na četrtem mestu najbolj poseljenih v Združenih državah; če bi bil zvezna država ZDA, bi bil na trinajstem mestu po številu prebivalcev in na prvem mestu po gostoti prebivalstva. Long Island je kulturno in etnično raznolik, z nekaterimi najbogatejšimi in najdražjimi soseskami na svetu v bližini obal, pa tudi z delavskimi območji v vseh štirih okrožjih.
Leta 2019 je imel Long Island bruto domači proizvod v višini 197 milijard dolarjev. Med letoma 2014 in 2019 je zabeležil 4,3-odstotno rast delovnih mest. Povprečni dohodek na otoku je 112.000 dolarjev, povprečna cena stanovanja pa 450.000 dolarjev. Med starejšimi od 25 let jih ima 42,6 % visokošolsko ali višjo izobrazbo.
Kot središče komercialnega letalstva je Long Island dom dveh od treh najbolj obremenjenih letališč v državi in metropolitanskem območju New Yorka, mednarodnega letališča JFK in letališča LaGuardia poleg letališča Long Island MacArthur ter dveh velikih radarskih objektov za nadzor zračnega prometa, New York TRACON in New York ARTCC. Devet mostov in trinajst plovnih predorov (cestni in železniški predori, ne pa tudi mestni vodni predori) povezuje Brooklyn in Queens s tremi drugimi okrožji New Yorka. Trajekti povezujejo okrožje Suffolk prek zaliva Long Island Sound in Connecticut s severom. Long Island Rail Road je najbolj obremenjena primestna železnica v Severni Ameriki in deluje neprekinjeno. V gospodarstvu Long Islanda igrajo pomembno vlogo biotehnološka podjetja in znanstvene raziskave, vključno z raziskovalnimi ustanovami Nacionalni laboratorij Brookhaven, Laboratorij Cold Spring Harbor, Univerza Stony Brook, Newyorški tehnološki inštitut, Center za živalske bolezni Plum Island, Fakulteta za inženirstvo Univerze Tandon v New Yorku, Medicinska fakulteta Hofstra Northwell in Feinsteinov inštitut za medicinske raziskave.